# Bahnhof Erbach (Odenw)
Der Bahnhof Erbach (Odenw) ist der Bahnhof der Kreisstadt Erbach im Odenwald. Er ist ein Durchgangsbahnhof mit zwei Bahnsteiggleisen und einem Abstellgleis.

## Geografische Lage
Der Bahnhof liegt bei Streckenkilometer 30,8 an der Odenwaldbahn, an einem Berghang oberhalb der Altstadt von Erbach auf einer Höhe von 221 m ü.NN.

## Geschichte
Der Bahnhof Erbach wurde am 24. Dezember 1871 in Betrieb genommen, als die von Norden nach Süden von der Hessischen Ludwigsbahn vorangetriebene Odenwaldbahn bis hierhin eröffnet werden konnte. Der südliche Anschluss bis nach Eberbach erfolgte 1882.

## Bauten

### Gleise
Der Bahnhof besitzt einen Mittelbahnsteig zwischen den beiden Bahnsteiggleisen 1 und 2, der über einen höhengleichen Zugang am Südende des Bahnsteiges barrierefrei erreichbar ist. Neben Gleis 2 liegt ein bahnsteigloses Gleis, welches vereinzelt zum Abstellen von Zügen genutzt wird.

### Empfangsgebäude
Das Empfangsgebäude war eine symmetrisch gestaltete Anlage mit einem giebelständigen Mittelteil, der zwei Vollgeschosse aufwies, und zwei eingeschossigen, traufständigen Seitenflügeln. Durch den späteren Anbau einer vorgelagerten Kabine für den Fahrdienstleiter war diese ursprüngliche Symmetrie gestört. Mit dem Umbau des Bahnhofs wurde das Empfangsgebäude Ende 2010 abgerissen. Die freigewordene Fläche wird heute als Park-and-Ride-Anlage genutzt.

### Güterhalle

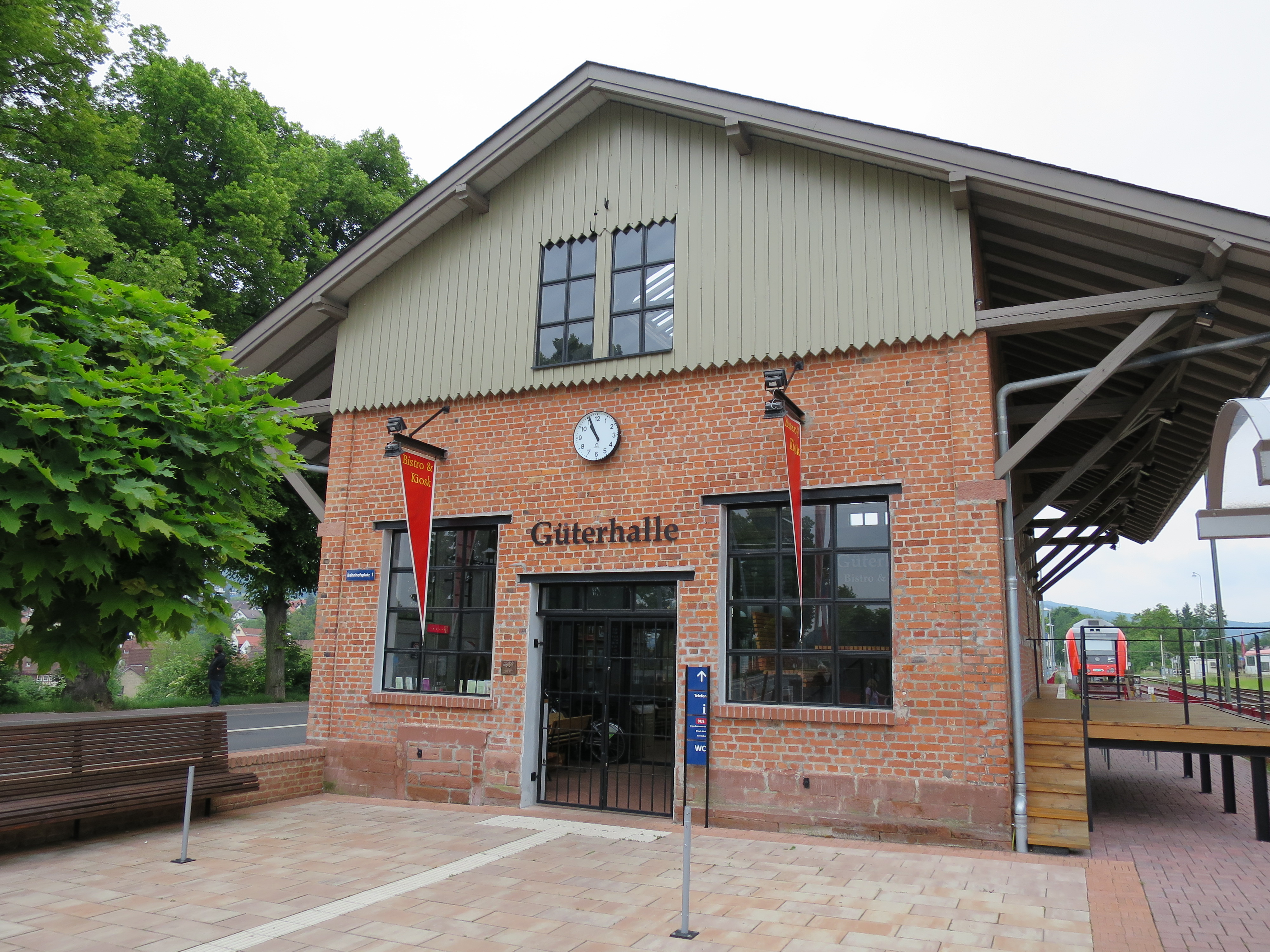
Die heute als Empfangsgebäude genutzte ehemalige Güterhalle

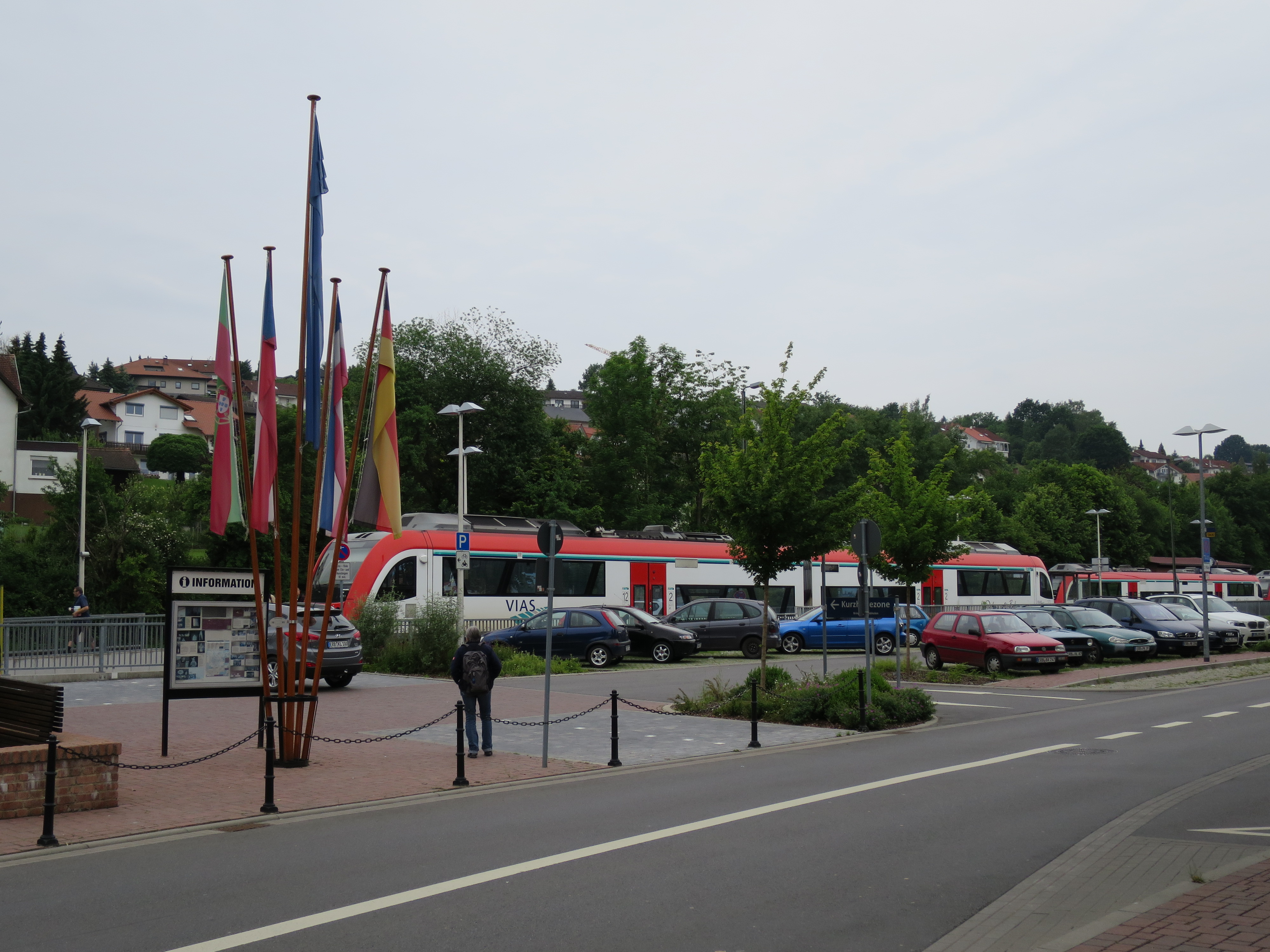
Parkplätze an der Stelle des früheren Empfangsgebäudes

Nachdem das Empfangsgebäude seitens der Deutschen Bahn aufgegeben worden waren, kümmerte sich die Stadt Erbach um das Wohl der Reisenden: Sie erwarb die zum Bahnhof gehörige Güterhalle, ein Gebäude etwa aus dem Jahr 1900, baute sie um und stattete sie mit Warteraum, Toilette und sogar einem Bistro für die Reisenden aus. Sogar Fahrkarten werden hier verkauft. Die Güterhalle ist heute ein Kulturdenkmal nach dem Hessischen Denkmalschutzgesetz.

### Nebengebäude
Auf der von der Seite des Empfangsgebäudes abgewandten Seite der Gleisanlagen befindet sich ein zweigeschossiges Nebengebäude aus der Zeit um 1870 mit Rundbogenfenstern im Erdgeschoss und einer Holzlattenverkleidung im Obergeschoss. Hier befindet sich der Wassertank für den Wasserkran zum Speisen von Dampflokomotiven. Er wurde betriebsfähig restauriert und 1995 wieder in Betrieb genommen, so dass hier Dampflokomotiven historisch korrekt mit Wasser versorgt werden können.

## Verkehr
Der Bahnhof Erbach gehört zur Preisklasse 6 und wird von den Zügen der Odenwaldbahn bedient, deren Betrieb durch die Vias erbracht wird. Der Bahnhof liegt im Tarifgebiet des Rhein-Main-Verkehrsverbundes (RMV) und ist heute Endbahnhof für die meisten von Norden her aus Darmstadt, Frankfurt und Hanau kommenden Züge.
| Linie | Verlauf | Takt                                                |
| ----- | --- | --------------------------------------------------- |
| RE 80 | Odenwaldbahn: Darmstadt Hbf – Darmstadt Nord – Darmstadt Ost – Ober-Ramstadt – Reinheim (Odenw) – Groß-Umstadt Wiebelsbach – Höchst (Odenw) – Bad König – Michelstadt – Erbach (Odenw) Stand: Fahrplanwechsel Dezember 2021 | 60/120 min (wochentags)                             |
| RB 81 | Odenwaldbahn: Darmstadt Hbf – Darmstadt Nord – Darmstadt Ost – Darmstadt Lichtwiese – Mühltal – Ober-Ramstadt – Reinheim (Odenw) – Otzberg-Lengfeld – Groß-Umstadt Wiebelsbach – Höchst Hetschbach – Höchst (Odenw) – Höchst Mümling-Grumbach – Bad König – Bad König Zell – Michelstadt – Erbach (Odenw) Nord – Erbach (Odenw) – Beerfelden-Hetzbach – Hesseneck-Schöllenbach – Hesseneck-Kailbach – Eberbach Stand: Fahrplanwechsel Juni 2022        | einzelne Züge                                       |
| RB 82 | Odenwaldbahn: Frankfurt (Main) Hbf – Darmstadt Nord – Darmstadt Ost – Darmstadt Lichtwiese – Mühltal – Ober-Ramstadt – Reinheim (Odenw) – Otzberg-Lengfeld – Groß-Umstadt Wiebelsbach – Höchst Hetschbach – Höchst (Odenw) – Höchst Mümling-Grumbach – Bad König – Bad König Zell – Michelstadt – Erbach (Odenw) Nord – Erbach (Odenw) – Beerfelden-Hetzbach – Hesseneck-Schöllenbach – Hesseneck-Kailbach – Eberbach Stand: Fahrplanwechsel Juni 2022 | 60 min (Frankfurt–Erbach) 120 min (Erbach–Eberbach) |
| RE 85 | Odenwaldbahn: Frankfurt (Main) Hbf – Frankfurt (Main) Süd – Offenbach (Main) Hbf / (Frankfurt (Main) Ost – Maintal Ost → Hanau West →) – Hanau Hbf – Hainburg-Hainstadt – Seligenstadt (Hess) – Babenhausen (Hess) – Groß-Umstadt Mitte – Groß-Umstadt Wiebelsbach – Höchst (Odenw) – Bad König – Michelstadt – Erbach (Odenw) Stand: Fahrplanwechsel Juni 2022                                                                                        | 120 min                                             |

Es bestehen Umsteigemöglichkeiten von und zu den Bussen des CityBus Erbach/Michelstadt sowie zahlreichen regionalen Buslinien.